# Tapfheim
Tapfheim – miejscowość i gmina w Niemczech, w kraju związkowym Bawaria, w rejencji Szwabia, w regionie Augsburg, w powiecie Donau-Ries. Leży około 10 km na południowy zachód od Donauwörth, przy drodze B16 i linii kolejowej Ingolstadt - Ulm.

## Dzielnice
W skład gminy wchodzą następujące dzielnice:
- Brachstadt
- Donaumünster,
- Erlingshofen,
- Oppertshofen,
- Rettingen,
- Tapfheim

## Polityka
Wójtem gminy jest Karl Malz, rada gminy składa się z 16 osób.
|      | CSU/BB/UBG | SPD | FBG | PWG/FUW | Die Alternative | CSU | SPD/BG | Die Alternative/Die Linke | UBG Tapfheim | PWG | Razem |
| 2008 | -          | -   | -   | -       | -               | 5   | 3      | 1                         | 3            | 4   | 16    |
| 2002 | 5          | 3   | 5   | 2       | 1               | -   | -      | -                         | -            | -   | 16    |